# Calvin Mooers
Calvin Northrup Mooers (Minneapolis, 24 de octubre de 1919 - Cambridge, 1 de diciembre de 1994) fue un programador e informatólogo estadounidense. Formuló terminología básica en la disciplina de recuperación de información y creó el lenguaje de programación TRAC (Text reckoning and compiling).

## Biografía
Nació en Minneapolis (Minesota, EE. UU.) y durante el instituto se interesó por las matemáticas gracias a su profesora Viola Marti. En 1941 se gradúa en matemáticas y física por la Universidad de Minesota e ingresará seguidamente, a través de su profesor universitario Lynn H. Rumbaugh, en el Naval Ordnance Laboratory (NOL). Trabajó buscando formas de proteger a los barcos de las minas magnetizadas hasta 1946. Conocerá a Charlotte Davis, trabajadora en el mismo laboratorio pero en la división acústica, con quien se casaría en 1945 y cuyo matrimonio duró hasta la muerte de Mooers.
Tras la Segunda Guerra Mundial, abandona el laboratorio naval e ingresa en el Instituto Tecnológico de Massachusetts (MIT) para cursar estudios de doctorado en programación informática. Durante esos estudios creó un sistema de recuperación de información llamado Zatocoding (1947), basado en descriptores que posibilitaban el acceso por contenido a la información especializada. Para satisfacer la búsqueda de información, Mooers planteó junto a James W. Perry el uso del álgebra de Boole. Usaron los operadores booleanos Y, OR y NOT para realizar estrategias de búsqueda con descriptores. Este sistema seguiría desarrollándose con Claire Schultz. Es el comienzo del modelo booleano de recuperación de información.
En 1947, para dar salida comercial a este sistema, funda la compañía ZATOR. Sin embargo, su sistema de indización topó con la oposición de los bibliotecarios de formación tradicional y humanista, que veían imposible que una máquina pudiese sustituir a un indizador humano. 
Mooers acuñó el término «Recuperación de información» definiéndolo como los aspectos intelectuales de la descripción de información y sus especificaciones para la búsqueda, además de cualquier sistema, técnica o instrumento que se utiliza en la operación. También desarrolló el concepto de unitérmino empleado por Mortimer Taube y lo llamó descriptor, definiéndolo como una palabra clave que expresa un contenido de un documento. Según Mooers, para describir el contenido de un trabajo, a veces es necesario utilizar dos o más términos. Por ejemplo, en el sistema de indización UNITERM, tendríamos que unir los términos Física y Teoría, en vez de usar el descriptor Física teórica. Ambos conceptos han sido aceptados y usados en toda la literaruta científica posterior a 1950.
Con estas concepciones teóricas, Mooers incide en la necesidad de crear un nuevo lenguaje de indización, que daría como fruto el tesauro documental.
Durante las década de los 50, Mooers dirige un número importante de estudios de recuperación de información para agencias estatales estadounidenses. Comienza su colaboración con Ray J. Solomonoff con quien elaboró numerosos trabajos en teoría de la información. Fruto de este contacto, en 1959 enunció la llamada «ley de Mooers» según la cual:

«Un sistema de recuperación de información tiende a no ser utilizado cuando el proceso de obtener información le resulta al usuario más pesado y problemático que el no tenerla».

En 1961, Mooers crea el Instituto de Investigación Rockford, donde utilizó la inteligencia artificial con el fin de crear el lenguaje de programación TRAC, el cual continuó desarrollando hasta 1983 cuando crea el TRAC II, que sin embargo sólo se circunscribió a los círculos académicos, por lo que prosiguió en su mejoramiento hasta el final de su vida.
También proclamó la propiedad intelectual para mantener el control sobre sus patentes informáticas. Reclamó un copyright para software y se reunió con numerosos programadores como Bill Gates para conseguir este fin.
Muere en 1994 en Cambridge (Massachusetts).

## Obras y reconocimientos
Publicó más de 200 artículos en revistas científicas. En 2001, le fue publicado póstumamente su trabajo de programación en el Laboratorio Naval de Ordnance durante la Segunda Guerra Mundial en la revista IEEE Annals of the History of Computing.
Su archivo personal fue donado al Instituto Charles Babbage de la Universidad de Minesota.
En 1978 le fue concedido el Premio ASIST al Mérito Académico.

## Obras de referencia
- Calvin Mooers Papers, 1930-1992 (http://web.archive.org/web/http://special.lib.umn.edu/findaid/xml/cbi00081.xml)at the Charles Babbage Institute.
- Wikipedia en inglés y alemán.

## Temas relacionados
Estrategia de búsqueda:
Se define con un conjunto de procedimientos y operaciones que un usuario realiza con el fin de obtener información necesaria para resolver un problema.
Estrategia de búsqueda por internet:
- Buscadores o motores de búsqueda.
- Índices (Indización), que son páginas o espacios unidos a los buscadores donde se presentan los espacios de información o información organizada por categorías o clases.
- Portales que son puertas específicas a los sitios de internet y nos lleva a lugares organizados temáticamente.
- Para emplear los buscadores hace uso de ayudas, para que la búsqueda sea mejor y exitosa.
  - Estas ayudas están en las palabras clave o indicadores de búsqueda.
  - Los operadores lógicos que sirven para unir o discriminar tipos de información, a fin de encontrar información deseada.
- Una vez que se encontró un sitio con la información conviene afinar la búsqueda a partir de allí:
  - Se busca información sobre subtemas o temas relacionados.

1. ↑  Cossio M. Giesen L. Araya G. (2012). «Estrategias de búsqueda de información». http://www3.uah.es/bibliotecaformacion/BMED/AlfaBuah/13_estrategias_de_bsqueda_de_informacin.html. Uma ética para quantos. Archivado desde el original el 4 de noviembre de 2021. Consultado el 16032016.

- American Society for Information Science
- Ganadores del Premio al Mérito (enlace roto disponible en Internet Archive; véase el historial, la primera versión y la última).

- Datos: Q330079